# Pterygostom

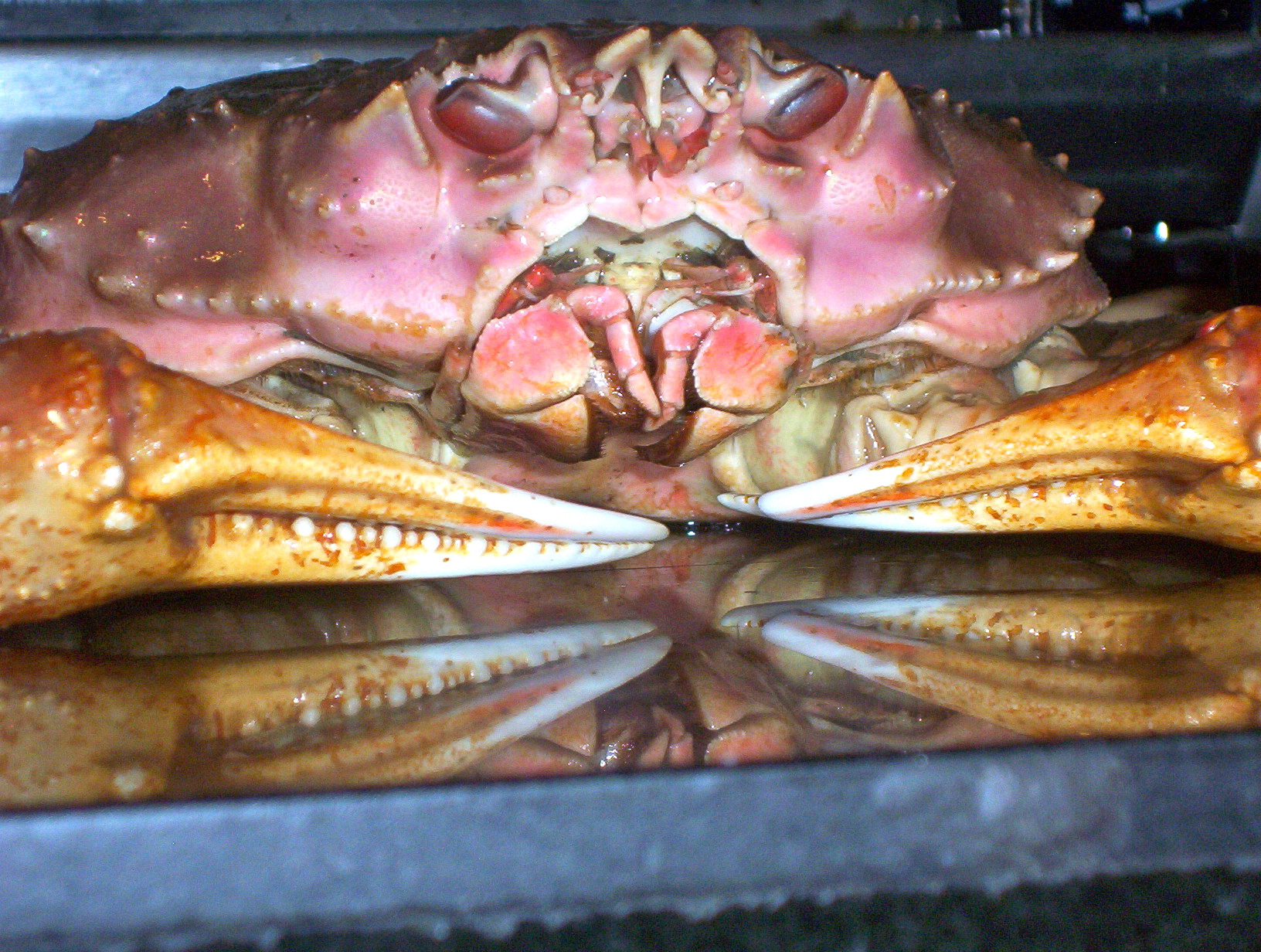
Kopfstrukturen einer Tanner-Krabbe, das Pterygostom ist seitlich der Mundöffnung sichtbar

Als Pterygostom bezeichnet man bei Krabben den Teil an der Unterseite des Carapax, der vorn seitlich die Mundhöhle begrenzt. Seine Größe und Ausdehnung wird durch die relative Körpergröße bestimmt. Das Pterygostom kann mit Dornen, Höckern oder Borsten besetzt sein. Bei Arten, die auf weichem Substrat leben, ist häufig ein deutlicher Längskanal ausgebildet, der das einströmende Wasser zur Kiemenkammerr leitet.
Die Art der Verbindung zwischen Pterygostom und Sternum beeinflusst die Form der Kiemenkammer-Einströmöffnungen (Milne-Edwards-Öffnungen). Bei unvollständiger Verbindung wie bei den Retroplumoidea und Palicoidea sind „normale“ Milne-Edwards-Öffnungen ausgebildet, bei teilweise (Hymenosomatoidea, Inachoididae) oder vollständiger Verbindung (Cyclodorippidae, Raninoidea, Leucosioidea, einige Bythograeidae und einige Cryptochiroidea) sind die Milne-Edwards-Öffnungen modifiziert. Die stärkste bauliche Abwandlung erfährt das Pterygostom bei verschiedenen Mangrovenkrabben (Sesarmidae, Cyclograpsinae), hier hat sich konvergent ein System zur Wiedernutzung und Wiederoxygenierung des Wassers entwickelt. Dabei gelangt das ausströmende Wasser über einen feinen Bürstensaum, wird dort mit Sauerstoff angereichert und wird dann zurück zur Kiemenkammer geleitet. Bei grabenden Krabben wie den Leucosioidea verläuft eine breite, tiefe Rinne (exostegaler Kanal) von den Exopoditen des dritten Maxillipeds über das Pterygostom, der das Wasser zur Kiemenkammer leitet.